# Серрон-Паломино, Родольфо
Родольфо Марсиал Серрон-Паломино (исп. Rodolfo Marcial Cerrón-Palomino; род. 10 февраля 1940, Chongos Bajo, Хунин) — выдающийся перуанский лингвист, лексикограф. Специалист по андским языкам, главным образом по языкам кечуа, аймара, мочика, чипайя и пукина. Действительный член Перуанской академии языка, Перуанской академии истории, Ассоциации лингвистики и филологии Латинской Америки. Почётный профессор Университета Сан-Маркос, Почётный доктор Национального Университета Альтиплано-де-Пуно. Единственный перуанский лингвист, удостоенный звания почётного члена Американского лингвистического общества.

## Биография
Закончил школу «Санта Исабель» по месту рождения. В 1960—1965 годах учился в Национальном Университете Сан-Маркос, где получил степень в 1973 году. Окончил аспирантуру в Корнеллском университете. В 1976 получил степень доктора лингвистических наук получил в Иллинойсском университете.

## Научная деятельность
В 1976 году вышли в свет словарь и грамматика кечуа-уанка, составленные Серроном-Паломино по заказу Министерства образования Перу.
В Университете Сан-Маркос занимался общей лингвистикой и изучением языков андской семьи. Проводил лексикографические и диалектологические исследования в долине реки Мантаро (опубликованы в сводном сборнике «Язык и общество Долины Мантаро»). Постепенно расширял свои познания в кечуанских и родственных им языках, что нашло своё выражение в его фундаментальном исследовании «Лингвистика кечуа». В 1994 году предложил единый стандарт орфографии для всех вариантов кечуа Перу, Боливии и Аргентины, который на данный момент принят большинством научных учреждений Перу и официально используется в Боливии.
Начиная с 1990-х годов, особое внимание уделял языку аймара, применяя компаративный подход, и языком мочика. В новом столетии осуществлял полевые исследования в Оруро, составляя первую систематическую и полную грамматику языка чипайя (единственный выживший язык семьи уру-чипайя), составив также испанско-чипайский словарь. В дальнейшем всё большее внимание уделял компаративистике, сопоставляя различные языки гипотетической семьи. Исследовал также влияние аборигенных языков на кастильский, в рамках деятельности Перуанской академии испанского языка проводил изыскания в области методологии обучения испанскому языку в условиях культурной неоднородности.